# Pusiola sordida
Pusiola sordida là một loài bướm đêm thuộc phân họ Arctiinae, họ Erebidae.